# معركة سامراء (1733)
معركة سامراء هي معركة وقعت في 7 صفر 1146 هجري/ 19 يوليو 1733 بالقرب من سامراء بين القوات الصفوية بقيادة نادر قـُلي بگ والقوات العثمانية بقيادة الصدر الاعظم طوبال عثمان باشا.انتهت المعركة بانتصار كبير للعثمانيين، وسقط فيها قرابة خمسين ألف مقاتل من كلا الجانبين. أسهمت هذه المعركة في رفع الحصار الصفوي عن مدينة بغداد وإبقاء العراق تحت السيطرة العثمانية. وتعد هذه المعركة إحدى الهزائم العسكرية القليلة لنادر شاه.

## حصار بغداد
قبل الإطاحة به قام الشاه الصفوي طهماسب الثاني بمهاجمة العثمانيين ما أدى إلى هزيمته وإجباره على توقيع معاهدة مع الدولة العثمانية تنازل بموجبها عن القوقاز وكرمنشاه في الوقت الذي كان فيه قائد الجيش الصفوي آنذاك نادر قـُلي بگ يقاتل الدرانيين الأفغان في هرات.
وبعد خلعه لطهماسب الثاني هاجم نادر قـُلي بگ العثمانيين وحاصر بغداد بقوات تقارب مائة ألف مقاتل، استمر حصار بغداد قرابة سبعة أشهر تَمكنت القوات العثمانية فيها بقيادة الوالي أحمد باشا من الصمود رغم أوضاع السكان الصعبة.
 أثبتت المدفعية الصفوية عدم فعاليتها في إحداث الضرر بتحصينات بغداد القوية لأنها كانت تتألف في الغالب من مدفعية ميدان، وكان جيش نادر قـُلي بگ يفتقر إلى أسلحة الحصار الكبيرة. وكان الأمل الوحيد في اقتحام بغداد هو تجويع سكانها ومنع الإمدادات عنها، فانتشرت المجاعة في المدينة حتى أكل الناس القطط والكلاب والجِيَف.  
انطلق الجيش العثماني بقيادة طوبال عثمان باشا لمساعدة والي بغداد العثماني أحمد باشا، وعند وصول أنباء قدوم هذه النجدة ارتفعت المعنويات في بغداد. عندها ترك نادر قـُلي بگ قوة من 12 ألف مقاتل لتواصل حصار بغداد وانطلق بباقي قواته لمواجهة طوبال عثمان باشا قبل وصوله إلى بغداد.

## المعركة

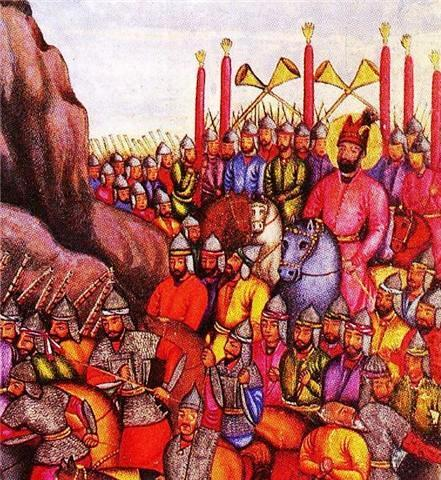
نادر قلي على رأس قواته

أثبت طوبال عثمان باشا مقدرته العسكرية على الفور. فحتى يثير رغبة نادر قـُلي بگ في القتال، أظهر طوبال باشا بأن تقدم قواته وحرسه الخلفي بطيء لكنه سرعان ما عزز تلك القوات في الليل. عندها أرسل نادر قـُلي بگ قوة كبيرة من فرسانه لمهاجمة الجناح الأيسر العثماني، إلا أن قواته هُزمت بسبب التفوق العددي للعثمانيين ونشر مدفعيتهم.

قرر نادر شاه استقدام الجزء الأكبر من جيشه الذي يتكون من خمسين ألف مقاتل، وأجبر العثمانيين على التراجع بهجوم امامي تاركين أسلحتهم وخيامهم بيد القوات الصفوية.
 في ذات الوقت ادى هروب أَلفَي مقاتل كردي في الجيش العثماني إلى وضع طوبال باشا في وضع قلق، لكنه استعاد السيطرة من خلال تعزيز جيشه بعشرين ألف مقاتل إضافي من قواته الاحتياطية فتمكن من دفع القوات الصفوية إلى الخلف بل وحتى استعادة الأسلحة التي خسروها في الهجوم الأول.

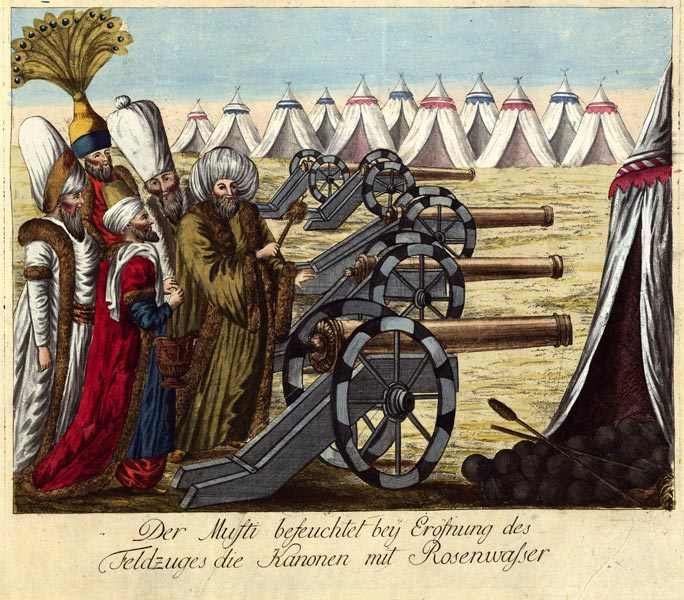
المدفعية العثمانية

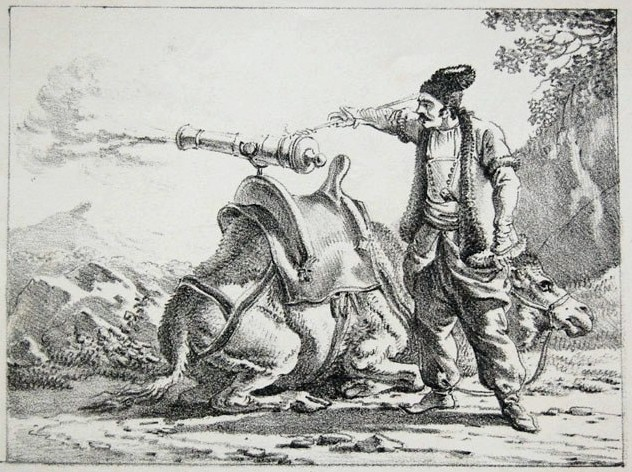
مدفع الزنبورك المستخدم من قبل الجيش الصفوي

استمر القتال بين الجانبين بين كرٍ وفر حتى المساء. وبسبب أفضلية الموقع الذي احتله طوبال باشا فقد تمكنت قواته من تأمين المياه للجيش لقربهم من نهر دجلة، بينما كان الجيش الصفوي يعاني العطش خلال احتدام القتال خصوصاً في ظل حرارة صيف العراق وعدم وجود مصدر مياه دائم لهم. كما أظهر موقع الجيش العثماني الستراتيجي ميزة أخرى، حيث بدأت الرياح بالهبوب جنوباً حاملة الغبار والتراب بوجه الصفويين الذين عانوا فضلاً عن ذلك من خيانة قبيلة عربية كانت ضمن جيشهم، كل هذه الصعوبات أدت إلى تراجع قوات نادر قـُلي بگ.
وعلى الرغم من ثبات 12 ألف مقاتل دراني من الأفغان في الجيش الصفوي إلا ان هذا لم يوقف القوات الانكشارية العثمانية حيث سقط الآلاف في مذبحة معركة سامراء الدموية.
عندما بدأ الجيش الصفوي بالانهيار أمام العثمانيين، ركب نادر قـُلي بگ بنفسه لتشجيع قواته، وشارك بالقتال بنفسه لرفع معنوياتهم حتى انه فقد حامل لواءه وقُتل فَرَسان من تحته خلال القتال، عندها سرت الشائعات بين أفراد الجيش الصفوي بأن قائدهم قد قُتل، ما أدى إلى انهيار معنويات الجيش. و بعد تسع ساعات من القتال بدأت مقاومة الصفويين بالتلاشي، فانسحبوا جنوباً ولم يكن من الممكن إعادة تحشيدهم مجدداً على الرغم من الجهود الكبيرة التي بذلها قادتهم، ثم غادروا اراضي العراق باتجاه إيران.

## الخسائر
فقد الصفويون نصف قواتهم بالكامل بما في ذلك جميع قطع المدفعية التي وقعت بيد العثمانيين. بلغ عدد القتلى والجرحى من الصفويين 30 ألفاً،  والأسرى 3500 قُتِل منهم 500 أسير بدم بارد. ومع ذلك فقد خسر العثمانيون في المعركة رُبع رجالهم.

## نتائج المعركة
رغم فداحة الخسائر في معركة سامراء إلا أنها وضعت حداً للحصار الصفوي على بغداد، فبعد وصول أنباء انتصار طوبال عثمان باشا اندفع الوالي احمد باشا وقواته خارج بوابات بغداد وقتلوا من القوات الصفوية المُحاصِرَة الكثير، وأجبروا الباقين على الفرار. وفي يوم 24 يوليو 1733 وصل طوبال عثمان باشا بقواته إلى بغداد منتصراً.

## وصلات خارجية
- نادر شاه نابليون فارس